# Al-Chalis
Al-Chalis (arabisch الخالص, DMG al-Ḫāliṣ; auch al-Khalis) ist ein irakischer Ort im Gouvernement Diyala.
Der Ort liegt 15 Kilometer nordwestlich von Baquba und etwa 80 km nördlich von Bagdad entfernt.
Im Mai 2015 kam es zum gewalttätigen Ausbruch von rund 40 Gefangenen aus einem Gefängnis in al-Chalis.